# Autographa percontatrix
Autographa percontatrix là một loài bướm đêm trong họ Noctuidae.